# Adromischus marianiae
Adromischus marianiae är en fetbladsväxtart som först beskrevs av Hermann Wilhelm Rudolf Marloth, och fick sitt nu gällande namn av Alwin Berger. Adromischus marianiae ingår i släktet Adromischus och familjen fetbladsväxter.

## Underarter
Arten delas in i följande underarter:
- A. m. hallii
- A. m. immaculatus
- A. m. kubusensis